# لارامان

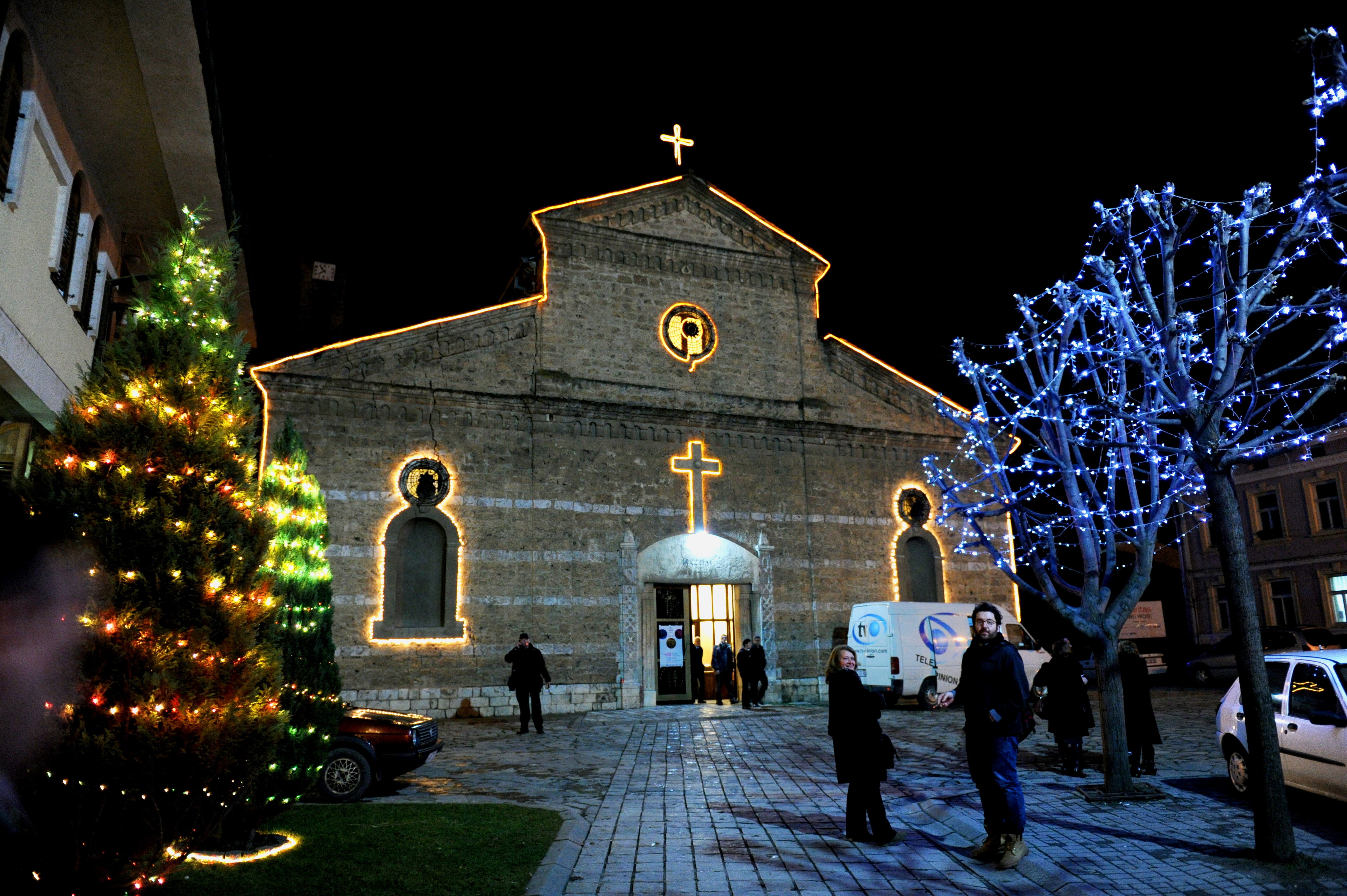
كاتدرائية سيدة المعونات الأبدية في مدينة بريزرن.

لارامان (بالألبانيَّة: laramanë) هو مجتمع كاثوليكي متخفي من الألبان عرقيًا ظهر في الحقبة العثمانية في جنوب كوسوفو. نشأ المجتمع مع تدفق المهاجرين الألبان الرومان الكاثوليك من مرتفعات ألبانيا الشمالية إلى كوسوفو في بداية القرن الثامن عشر، حيث أن خلال الفترة العثمانية تحول عدد من الكاثوليك إلى الإسلام خاصًة في النصف الثاني من القرن السادس عشر إلى نهاية القرن الثامن عشر، وعلى الرغم من ذلك واصل العديد من المتحولين إلى الإسلام في الحفاظ على الطقوس الكاثوليكية بشكل سرّي، وقد دعي المسيحيين المخفيين في كوسوفو باسم «لارامان» وهو ما يعني باللغة الألبانية متنوع الصفات. وقد اعتنق العديد من المسيحيين الإسلام في عهد الدولة العثمانية تفاديًا لضغوط مختلفة بما فيها الضرائب الكثيرة التي كانت تفرض على المسيحيين والاضطهادات والتمييز وللاستفادة من عدة امتيازات اجتماعية، وقد تحول عدد من الأديرة والكنائس إلى مساجد. وقد كان أبناء المجتمع ممزقين بين هذه الازدواجية الدينية حيث يذهبون إلى المساجد نهارًا وإلى الكنيسة ليلاً. وكان ذلك نمط حياة للبقاء، حيث كانوا لا يستطيعون ممارسة دينهم علنًا لكنهم اصروا على الحفاظ عليه في منازلهم. وقد خصصوا طابقًا من منزلهم «إلى الطقوس والاحتفالات المسيحية» بينما خصصوا طابقًا آخر للعادات الإسلامية. وكانت الأسرار تكتم عن الأطفال خوفا من ان يبوحوا بها عرضًا، وكان كل شيء يظل داخل النواة العائلية الضيقة.
في عام 1845 عرّفت أعداد من المتحولين إلى الإسلام أنفسهم ككاثوليك، وذلك لتجنب التجنيد. في الآونة الأخيرة بدأ العديد من الكوسوفيون ترك الإسلام والعودة لجذورهم المسيحية، فضلًا عن العديد من الحالات حيث تعود الأسر لإيمانهم الكاثوليكي وهناك ما يقدر ب 65,000 من الكاثوليك في كوسوفو و60,000 من الكوسوفيون الكاثوليك خارج كوسوفو.